# Conus scopulorum
Espèce
Statut de conservation UICN

 LC  : Préoccupation mineure
Conus scopulorum est une espèce de mollusques gastéropodes marins de la famille des Conidae.
Comme toutes les espèces du genre Conus, ces escargots sont prédateurs et venimeux. Ils sont capables de « piquer » les humains et doivent donc être manipulés avec précaution, voire pas du tout.

## Répartition
Ce mollusque est endémique du Brésil. Il n'est présent dans l'océan Atlantique au large du Île de Brasil.

### Niveau de risque d’extinction de l’espèce
Selon l'analyse de l'UICN réalisée en 2011 pour la définition du niveau de risque d'extinction, cette espèce est endémique au Brésil, de l'État de Ceara à l'île Fernando de Noronha. Il n'y a pas d'enregistrement des niveaux de population pour cette espèce dans la littérature. Cette espèce n'est connue que par quelques spécimens. Il n'y a pas de menaces connues et une partie de l'aire de répartition se trouve dans une zone protégée. Cette espèce est classée dans la catégorie " préoccupation mineure ".

## Systématique
Le nom valide complet (avec auteur) de ce taxon est Conus scopulorum Van Mol (d), Tursch (d) & Kempf (d), 1971,. Le type a été collecté dans l'archipel de Fernando de Noronha a une profondeur de 90 m.
Conus scopulorum a pour synonymes :
- Brasiliconus scopulorum (Van Mol, Tursch & Kempf, 1971) · non accepté
- Conus (Brasiliconus) scopulorum Van Mol, Tursch & Kempf, 1971 · appellation alternative
- Protoconus scopulorum (Van Mol, Tursch & Kempf, 1971) · non accepté

### Étymologie
Son épithète spécifique est dérivée du latin scopulus, « rocher submergé ; récif ».

### Publication originale
- (en) Jean-Jacques Van Mol, Bernard Tursch et Marc Kempf, « Further notes on Brazilian Conidae », Zoologische Mededelingen, NBC, vol. 45, no 15,‎ 15 mars 1971, p. 161-166 (ISSN 0024-0672 et 1876-2174, OCLC 212304577, lire en ligne).